# Alexandre Chartrand
Pour les articles homonymes, voir Chartrand.
Alexandre Chartrand est un réalisateur et producteur québécois d'origine franco-ontarienne, né en 1976 ou 1977.

## Filmographie
- 2004 : La Planque
- 2005 : Lemoyne, documentaire sur la vie et l'œuvre du peintre Serge Lemoyne.
- 2016 : Le peuple interdit (à propos du vote sur l'avenir politique de la Catalogne de 2014)
- 2019 : Avec un sourire, la révolution ! (à propos du référendum de 2017 sur l'indépendance de la Catalogne)[2]